# L'Enfant de Noé
 (juillet 2023).
L'Enfant de Noé est le quatrième volet du Cycle de l'invisible, paru en 2004 aux éditions Albin Michel.

## Résumé
En 1942 à Bruxelles, Joseph Bernstein, 7 ans, est le fils unique d'une famille juive menacée de déportation par les Nazis,. Pour sa protection, il est confié à la comtesse de Sully puis au père Pons, petit curé de campagne, un « bon » qui, avec l'aide de villageois, sauve des enfants juifs en cachant leur identité et plus particulièrement avec l'aide de mademoiselle Marcelle, une pharmacienne qui fait de faux papiers aux enfants dont le père Pons s'occupe. Avec lui et le jeune Rudy, le petit Joseph va découvrir l'amitié, mais aussi et surtout la valeur d'une culture à transmettre, car le père Pons ne se contente pas de sauver des vies ; tel Noé, il essaie aussi de préserver leur diversité, en collectant des objets appartenant à une culture ou à un peuple menacé de destruction.

## Synthèse
Joseph et ses parents veulent échapper aux nazis qui cherchent à capturer les juifs. Joseph est confié à la comtesse de Sully et il se pose des questions sur sa « noblesse ». À la suite d'une dénonciation, la police fouille chez les Sully, qui le confient alors au père Pons. Sur la route, ils échappent au Gros Jacques, un juif qui dénonce d'autres juifs pour se faire bien voir et surtout se sauver des nazis. Joseph arrive chez mademoiselle Marcelle, qui doit lui faire de faux papiers pour le faire passer pour un enfant chrétien, et ainsi ne pas attirer l'attention de la Gestapo. Le Père Pons ne trouve pas de famille pour Joseph, alors avec l’aide de Mademoiselle Marcelle (qui se procure des timbres de rationnement pour Joseph) il l’amène avec lui pour être pensionnaire à la Villa Jaune. 
Joseph devient le filleul de Rudy (qui par la suite devient son meilleur ami) à la villa et ils se dévoilent mutuellement leur secret : ils sont juifs tous les deux. Joseph va à la messe pour la première fois de sa vie et il est fasciné par cette religion/croyance. Il veut devenir chrétien. Joseph mène une enquête pour savoir où le Père Pons va durant la nuit. Joseph découvre la « collection » du Père et conclut un « marché » avec le Père. Mademoiselle Marcelle aide les enfants juifs de la Villa Jaune à échapper aux premières communions. Les garçons Juifs, qui prennent des douches durant l’été, sont interrompus par un membre de la Gestapo. Il ne les dénonce pas, mais au contraire leur donne de l’argent pour qu’ils puissent s’acheter des bonbons. Joseph voit son père, mais se cache pour qu’il ne le voie pas. Joseph déteste son père à cette période. Plus tard, dans sa vie adulte, Joseph est conscient que le fait d'avoir évité son père était un geste honteux, et qu'il le regrettera pour la fin de ses jours.
Mademoiselle Marcelle se fait arrêter, car elle a joué l'hymne national de la Belgique sur l’orgue de l'Église. Elle voulait célébrer la Belgique qui allait bientôt être libre. La Gestapo fouille encore la Villa Jaune (lors de la fouille de la maison de Mademoiselle Marcelle, la Gestapo a trouvé les négatifs des photos et des copies des faux papiers des enfants juifs de la Villa Jaune), les enfants et le Père Pons fuient en se cachant dans la crypte dissimulée sous la chapelle désaffectée de la villa. Bruxelles est libéré et Joseph dévoile son amour pour le Père Pons.
Joseph retrouve ses parents et ils partent ensemble à Bruxelles. Joseph rend visite au Père Pons, car ses parents ne veulent pas qu’il soit chrétien et finalement Joseph accepte sa religion, le judaïsme. Joseph fait sa Bar Mitzvah et il vit heureux avec ses parents.
Le Père Pons meurt après de longues années (sans avoir cessé de fréquenter Joseph) et Joseph se marie avec une femme qui s’appelle Barbara, et il continue à rester en contact avec Rudy. Ils vont voir ensemble la forêt baptisée « Forêt du Père Pons » et la rue consacrée à Mademoiselle Marcelle qui n’est jamais revenue de déportation. 

Joseph et Rudy assistent ensemble à une altercation entre de jeunes enfants palestiniens et israéliens. Joseph s'avance et ramasse deux objets appartenant aux deux côtés : une kippa et un foulard palestinien. Il prononce ensuite une phrase souvent dite par le Père Pons lorsqu'il agissait en « Noé » : « Je commence une collection » (chaque fois qu'une population était menacée d'extermination ou de disparition, il collectionnait des objets appartenant à ses ressortissants),(sa collection commence par une kippa et un foulard palestinien).

## Inspiration
Le personnage du père Pons s'inspire de la vie et des activités de l'abbé Joseph André, vicaire de l'église Saint-Jean Baptiste (Namur) durant la Seconde guerre mondiale. Le roman lui est d'ailleurs dédié ainsi qu'à "tous les Justes des Nations".

## Éditions
Édition imprimée originale
- Éric-Emmanuel Schmitt, L'Enfant de Noé, Paris, éd. Albin Michel, 14 avril 2004, 188 p., 20 cm (ISBN 2-226-15108-7, BNF 39163034).

Édition imprimée en gros caractères
- Éric-Emmanuel Schmitt, L'Enfant de Noé, Auvers-sur-Oise, éd. À vue d'œil, 15 septembre 2004, 236 p., 22 cm (ISBN 2-84666-211-8, BNF 39237541).

Édition imprimée au format de poche
- Éric-Emmanuel Schmitt, L'Enfant de Noé, Paris, Librairie générale française, coll. « Le Livre de poche » (no 30935), 30 janvier 2008, 122 p., 18 cm (ISBN 978-2-253-12357-6, BNF 41203644).

Livre audio
- Éric-Emmanuel Schmitt, L'Enfant de Noé : texte intégral lu par l'auteur, Paris, éd. Audiolib, 13 février 2008 (ISBN 978-2-35641-004-7, BNF 41202586).Support : 1 disque compact audio MP3 ; durée : 2 h 44 min environ ; référence éditeur : Audiolib 25 0004 9.

Édition scolaire annotée
- Éric-Emmanuel Schmitt, L'Enfant de Noé, Paris, Magnard, coll. « Classiques & Contemporains » (no 109), 10 avril 2010, 144 p. (ISBN 978-2-210-75538-3).